# Polosport Massenmord
Polosport Massenmord ist ein Lied der deutschen Rapper Fler, MoTrip und Silla. Es wurde am 20. Mai 2011 in Form einer digitalen Single veröffentlicht und erschien auf dem Album Airmax Muzik II.

## Titel
Der Titel stellt eine Anspielung auf das 2002 veröffentlichte Lied Cordon Sport Massenmord von Bushido und Fler dar.

## Inhalt
MoTrip spielt im Text auf die Rap-Formation Schnelles Geld an. Außerdem zeigt er eine Abneigung gegenüber amerikanischen Rap. Er erwähnt den WrestlerHulk Hogan, den Rapper Haftbefehl, die Burger-Variante Big Mac sowie den Schokoriegel Kitkat. Silla erwähnt die Modemarken Maskulin und Psalm 23. Fler verwendet die Zeile „Geh’ zur Seite jetzt kommt Gangster Frank White. Du Hurensohn verpiss dich denn die Banger sind am Mic“ aus dem 2002 erschienenen Lied Cordon Sport Massenmord. Am Ende aller Strophen rappt der jeweilige Künstler den Satz „Polosport Massenmord. Jetzt ist Krieg, ab sofort“, was eine Anspielung auf die 2002 von Fler gerappte Zeile „Cordon Sport Massenmord. Jetzt ist, Krieg ab sofort“ darstellt.

## Titelliste
Titelliste der digitalen Single Polosport Massenmord.
| # | Titel                               | Gastmusiker      | Produzent | Länge |
| - | ----------------------------------- | ---------------- | --------- | ----- |
| 1 | Polosport Massenmord                | Silla und MoTrip | X-plosive | 4:29  |
| 2 | Polosport Massenmord (Instrumental) | Silla und MoTrip | X-plosive | 4:29  |
| 3 | Polosport Massenmord (Musikvideo)   | MoTrip           | Bugi      | 2:42  |

## Stil
Der Refrain des Liedes wird durch Scratches vorgetragen. In seiner Strophe verwendet MoTrip ziemlich häufig den Hashtag-Flow.

## Produktion
Für die musikalische Untermalung des Liedes ist der Produzent X-plosive verantwortlich.

## Musikvideo
Das Musikvideo wurde am 16. Juni 2011 auf YouTube veröffentlicht. Das Video wurde ohne die Strophe des Rappers Silla verfilmt, weswegen dieser nicht im Video zu sehen ist.

## Rezensionen
Polosport Massenmord bekam größtenteils positive Kritik von den Musikmedien.
Auf rappers.in wurden die Strophen von MoTrip und Silla gelobt: „Tatkräftige Unterstützung findet Fler auf ‚Polosport Massenmord‘ in Silla und MoTrip, die beide äußerst solide Parts abliefern und perfekt auf das Mixtape passen.“ Von rap.de wurde Polosport Massenmord als „ziemlich entspannte Version 2.0 von ‚Cordonsport Massenmord‘“ betitelt, rage jedoch „nicht so richtig heraus aus der Ansammlung von gerade inhaltlich ziemlich ähnlichen Stücken“. Das Portal hiphopholic.de verglich Polosport Massenmord mit dem Lied Kein Fan davon und bezeichnete es als „ein von Orgel und vertrauten Zitaten aus der Vergangenheit angereicherter Titel“. Dabei liege der Unterhaltungsfaktor „vergleichsweise hoch“. Laut hiphop-jam.net sei das Lied „cool gerappt“ und werde „jedem Anti-Gangsta böse ins Auge stechen“.